# Batatsläktet

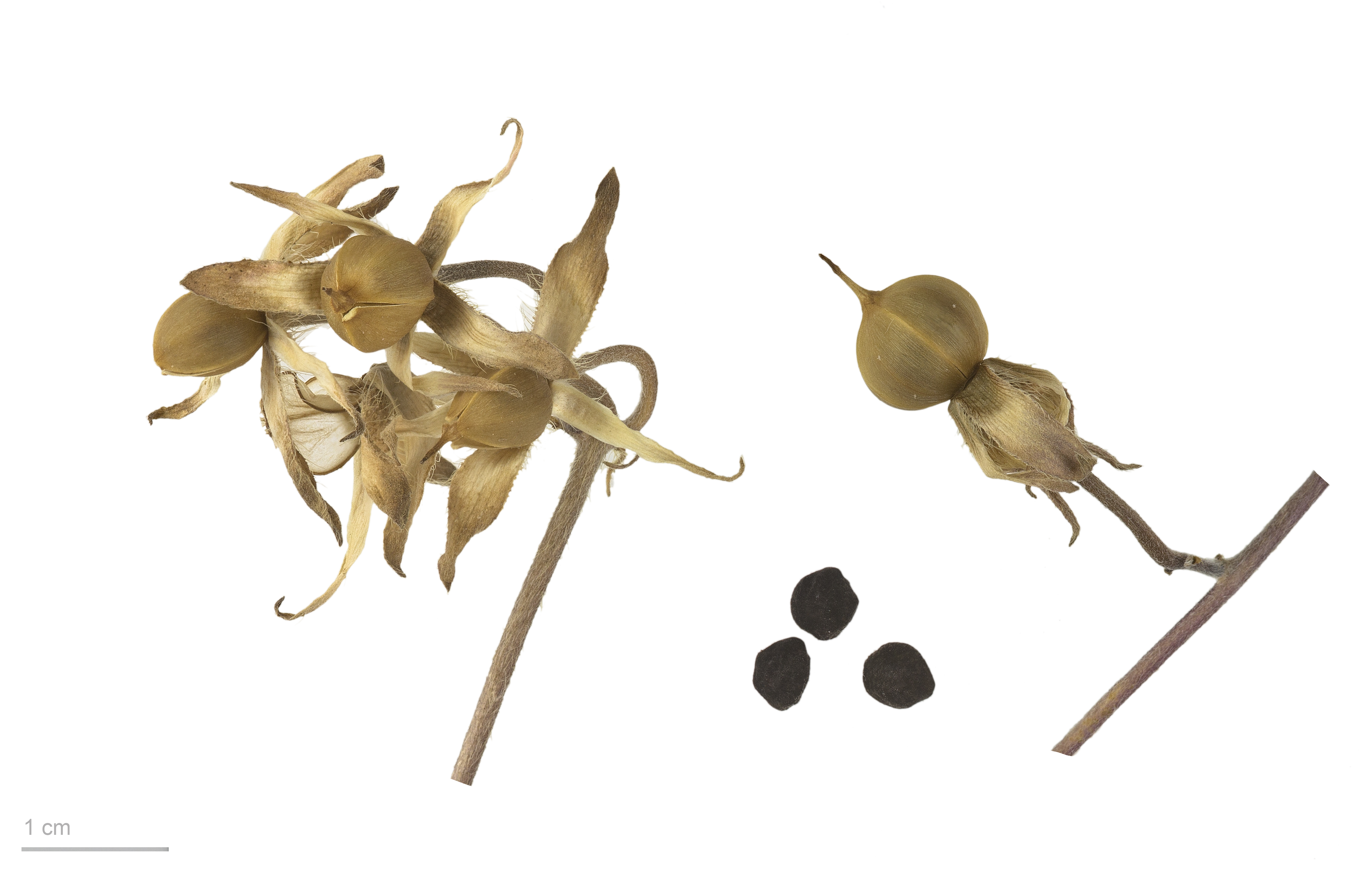
Ipomoea muricata

Batatsläktet (Ipomoea) är det största släktet i familjen vindeväxter med fler än 500 arter. Ibland kallas släktet även för praktvindor. Bland batatsläktets arter finns viktiga grönsaker såsom sötpotatis och sallatsipomoea. Flera arter odlas som prydnadsväxter, till exempel blomman för dagen och kejsarvinda. 
Batatsläktet är krypande till klättrande örter, buskar eller träd. De är framför allt hemmahörande i tropiska och subtropiska områden. Blommorna är trattformade och blommar för det mesta bara en enda dag eller natt. Släktet utmärker sig genom sitt pollen vars yta täcks av fina taggar. Vissa arter som odlas som ettåriga prydnadsväxter i svalare områden kan bli besvärliga ogräs i varmare, exempelvis purpurvinda (I. purpurea).

## Bildgalleri

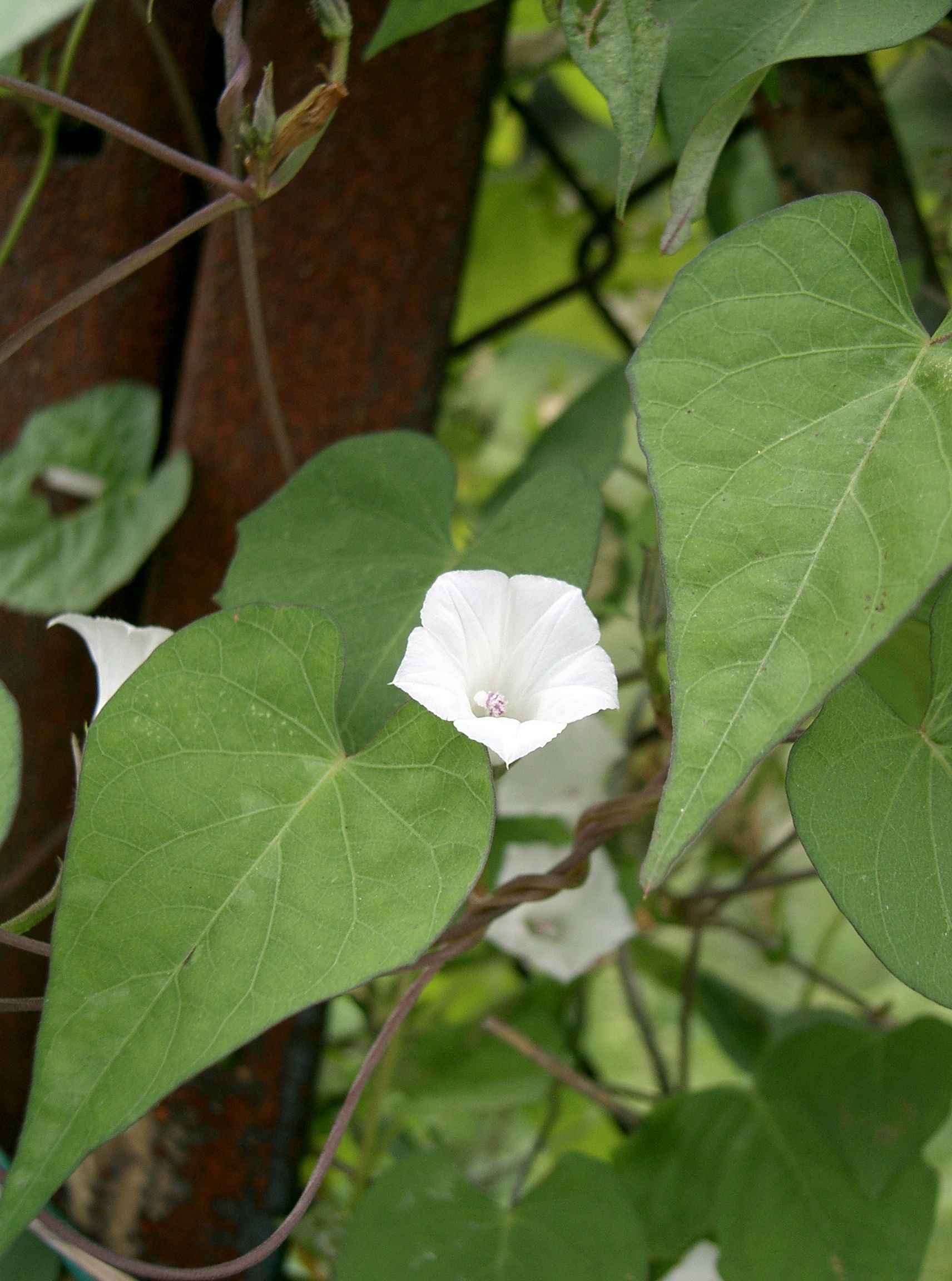
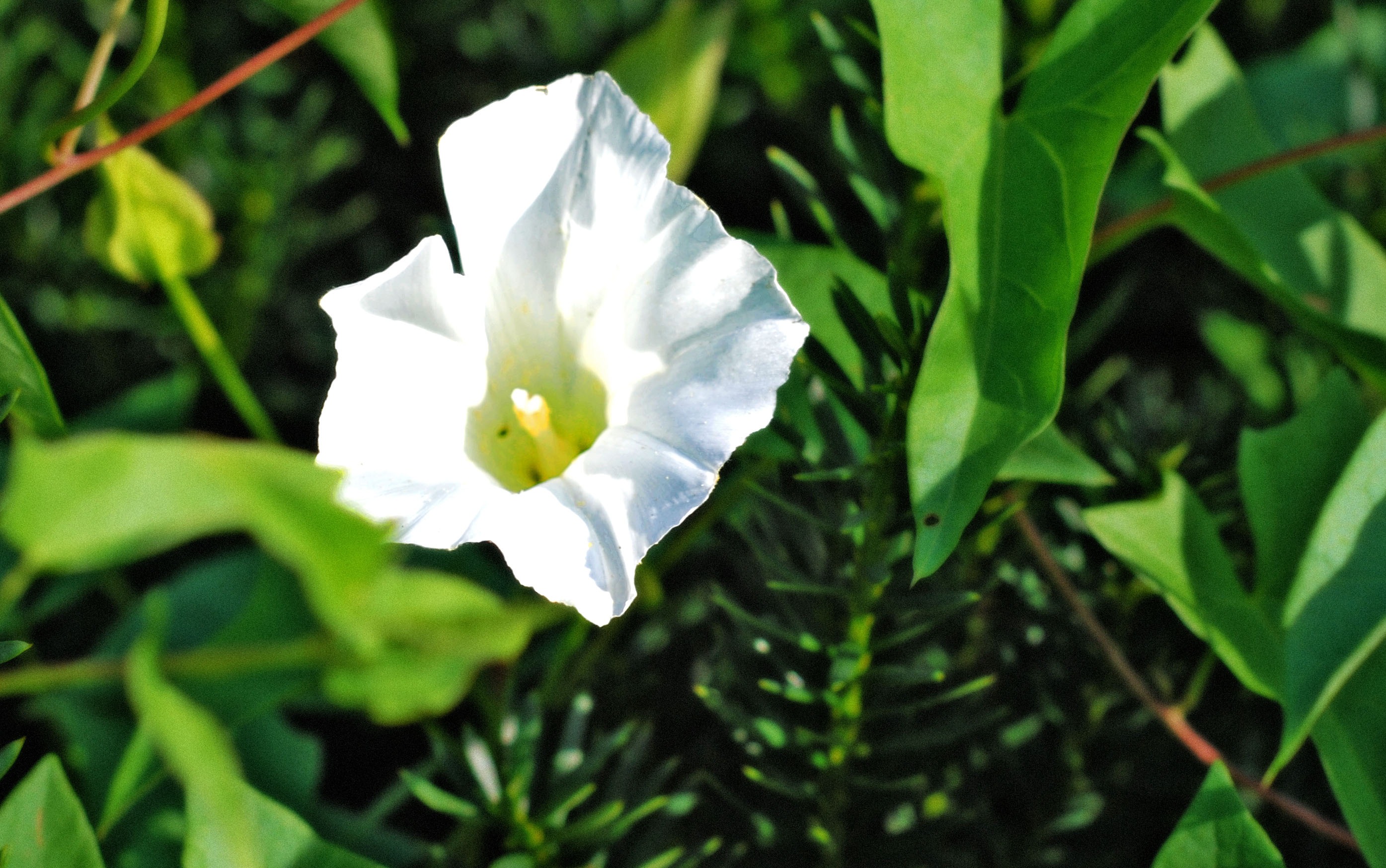
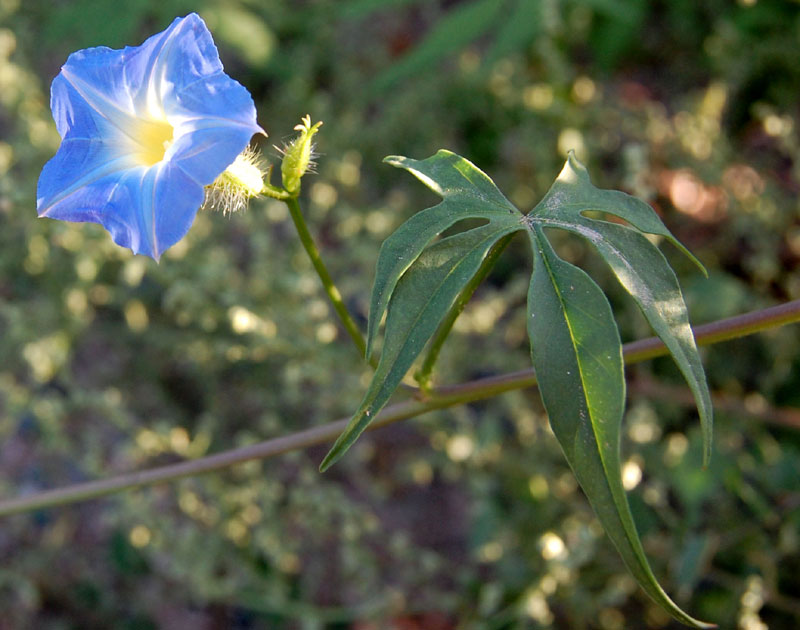
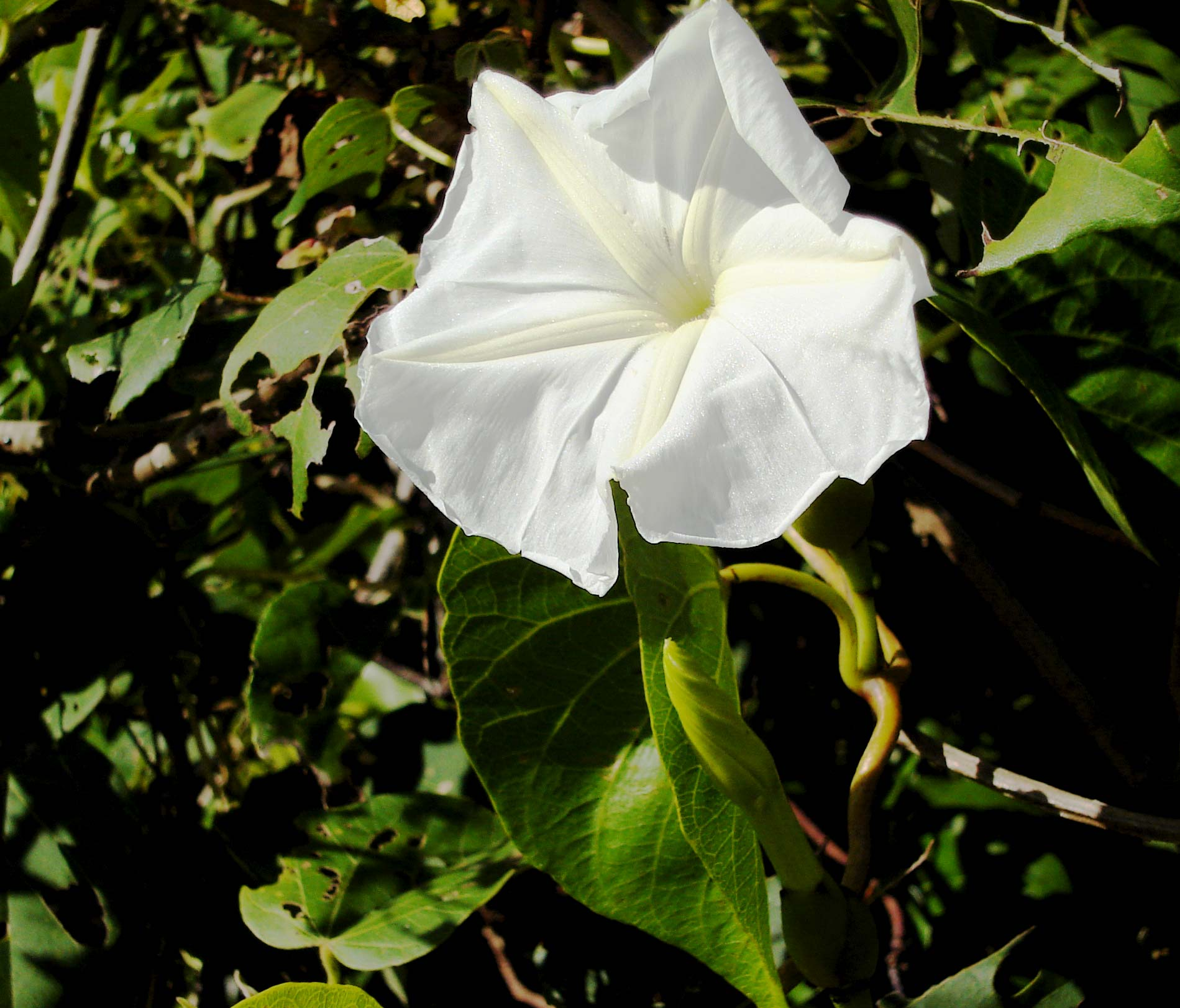

## Dottertaxa till batatsläktet, i alfabetisk ordning[1]
- Ipomoea abrupta
- Ipomoea abyssinica
- Ipomoea acanthocarpa
- Ipomoea acaponetensis
- Ipomoea aculeata
- Ipomoea acutisepala
- Ipomoea adenioides
- Ipomoea alba
- Ipomoea albivenia
- Ipomoea alexandrae
- Ipomoea alterniflora
- Ipomoea altoparanaensis
- Ipomoea amnicola
- Ipomoea amparoana
- Ipomoea ampullacea
- Ipomoea androyensis
- Ipomoea anemophoba
- Ipomoea angustata
- Ipomoea angustisepala
- Ipomoea anisomeres
- Ipomoea antonschmidii
- Ipomoea aprica
- Ipomoea aquatica
- Ipomoea arenicola
- Ipomoea argentaurata
- Ipomoea argentea
- Ipomoea argentifolia
- Ipomoea argentinica
- Ipomoea argillicola
- Ipomoea argyreia
- Ipomoea argyrophylla
- Ipomoea aristolochiifolia
- Ipomoea aristulata
- Ipomoea arnoldsonii
- Ipomoea asarifolia
- Ipomoea asclepiadea
- Ipomoea asplundii
- Ipomoea asterophora
- Ipomoea atherstonei
- Ipomoea aurantiaca
- Ipomoea avicola
- Ipomoea baalan
- Ipomoea bahiensis
- Ipomoea bakeri
- Ipomoea balioclada
- Ipomoea bampsiana
- Ipomoea barbatisepala
- Ipomoea barlerioides
- Ipomoea barteri
- Ipomoea batatas
- Ipomoea batatoides
- Ipomoea bathycolpos
- Ipomoea beninensis
- Ipomoea bernouilliana
- Ipomoea beyeriana
- Ipomoea biflora
- Ipomoea bignonioides
- Ipomoea bipedunculata
- Ipomoea bisavium
- Ipomoea blanchetii
- Ipomoea blepharophylla
- Ipomoea bolusiana
- Ipomoea bombycina
- Ipomoea bonariensis
- Ipomoea bonii
- Ipomoea bracteata
- Ipomoea bracteolata
- Ipomoea bracteosa
- Ipomoea brasiliana
- Ipomoea brassii
- Ipomoea brevipes
- Ipomoea brownii
- Ipomoea bullata
- Ipomoea burchellii
- Ipomoea cairica
- Ipomoea calantha
- Ipomoea calobra
- Ipomoea caloneura
- Ipomoea calyptrata
- Ipomoea cambodiensis
- Ipomoea campestris
- Ipomoea capillacea
- Ipomoea carajasensis
- Ipomoea cardenasiana
- Ipomoea cardiophylla
- Ipomoea carmesina
- Ipomoea carnea
- Ipomoea carolina
- Ipomoea caudata
- Ipomoea cavalcantei
- Ipomoea cearensis
- Ipomoea chamelana
- Ipomoea cheirophylla
- Ipomoea chenopodiifolia
- Ipomoea chiliantha
- Ipomoea chilopsidis
- Ipomoea chiriquensis
- Ipomoea chloroneura
- Ipomoea chodatiana
- Ipomoea cholulensis
- Ipomoea chondrosepala
- Ipomoea chrysocalyx
- Ipomoea chrysochaetia
- Ipomoea cicatricosa
- Ipomoea ciervensis
- Ipomoea citrina
- Ipomoea clarensis
- Ipomoea clarkei
- Ipomoea clausa
- Ipomoea clavata
- Ipomoea colombiana
- Ipomoea comosperma
- Ipomoea compressa
- Ipomoea concolora
- Ipomoea consimilis
- Ipomoea contrerasii
- Ipomoea conzattii
- Ipomoea coptica
- Ipomoea cordatotriloba
- Ipomoea cordifolia
- Ipomoea cordofana
- Ipomoea coriacea
- Ipomoea corralinensis
- Ipomoea corrugata
- Ipomoea coscinosperma
- Ipomoea costaricensis
- Ipomoea costata
- Ipomoea costellata
- Ipomoea courchetii
- Ipomoea crassipes
- Ipomoea crepidiformis
- Ipomoea crinicalyx
- Ipomoea crispa
- Ipomoea cristulata
- Ipomoea cubensis
- Ipomoea cuneifolia
- Ipomoea cuprinacoma
- Ipomoea curtipes
- Ipomoea cyanantha
- Ipomoea cynanchifolia
- Ipomoea darainensis
- Ipomoea daturiflora
- Ipomoea decaisnei
- Ipomoea deccana
- Ipomoea decemcornuta
- Ipomoea decipiens
- Ipomoea delphinioides
- Ipomoea delpierrei
- Ipomoea densibracteata
- Ipomoea densivestita
- Ipomoea descolei
- Ipomoea desmophylla
- Ipomoea desrousseauxii
- Ipomoea diamantinensis
- Ipomoea dichroa
- Ipomoea diegoae
- Ipomoea diehlii
- Ipomoea dimorphophylla
- Ipomoea diriadactylina
- Ipomoea discolor
- Ipomoea distans
- Ipomoea diversifolia
- Ipomoea donaldsonii
- Ipomoea dubia
- Ipomoea dumetorum
- Ipomoea dumosa
- Ipomoea dunlopii
- Ipomoea durangensis
- Ipomoea duvigneaudii
- Ipomoea echinocalyx
- Ipomoea echioides
- Ipomoea edithae
- Ipomoea eggersii
- Ipomoea electrina
- Ipomoea elongata
- Ipomoea elythrocephala
- Ipomoea emeiensis
- Ipomoea emetica
- Ipomoea ephemera
- Ipomoea eremnobrocha
- Ipomoea eriocalyx
- Ipomoea eriocarpa
- Ipomoea erioleuca
- Ipomoea erosa
- Ipomoea estrellensis
- Ipomoea eurysepala
- Ipomoea excisa
- Ipomoea eximia
- Ipomoea expansa
- Ipomoea falkioides
- Ipomoea fanshawei
- Ipomoea fawcettii
- Ipomoea ficifolia
- Ipomoea fiebrigii
- Ipomoea fimbriosepala
- Ipomoea fissifolia
- Ipomoea flavivillosa
- Ipomoea flavopurpurea
- Ipomoea franciscana
- Ipomoea fuchsioides
- Ipomoea fulvicaulis
- Ipomoea fulvicoma
- Ipomoea funicularis
- Ipomoea funis
- Ipomoea furcyensis
- Ipomoea gabrielii
- Ipomoea galactorrhoea
- Ipomoea galhareriana
- Ipomoea garckeana
- Ipomoea geophilifolia
- Ipomoea gesnerioides
- Ipomoea gigantea
- Ipomoea gloverae
- Ipomoea goyazensis
- Ipomoea gracilisepala
- Ipomoea graminea
- Ipomoea grandidentata
- Ipomoea grandifolia
- Ipomoea grantii
- Ipomoea habeliana
- Ipomoea hackeliana
- Ipomoea haenkeana
- Ipomoea harlingii
- Ipomoea hartmannii
- Ipomoea hartwegii
- Ipomoea hastifolia
- Ipomoea hastigera
- Ipomoea hederacea
- Ipomoea hederifolia
- Ipomoea herpeana
- Ipomoea heterodoxa
- Ipomoea heterosepala
- Ipomoea heterotricha
- Ipomoea hieronymi
- Ipomoea hildebrandtii
- Ipomoea hiranensis
- Ipomoea hirsutissima
- Ipomoea hirta
- Ipomoea hirtifolia
- Ipomoea hochstetteri
- Ipomoea holubii
- Ipomoea homotrichoidea
- Ipomoea horsfalliae
- Ipomoea humidicola
- Ipomoea hypargyraea
- Ipomoea ignava
- Ipomoea imperati
- Ipomoea incana
- Ipomoea incarnata
- Ipomoea incerta
- Ipomoea incisa
- Ipomoea indica
- Ipomoea indivisa
- Ipomoea invicta
- Ipomoea involucrata
- Ipomoea irwinae
- Ipomoea jacalana
- Ipomoea jaegeri
- Ipomoea jalapa
- Ipomoea jalapoides
- Ipomoea jamaicensis
- Ipomoea jicama
- Ipomoea jujuyensis
- Ipomoea kalumburu
- Ipomoea karwinskianum
- Ipomoea kassneri
- Ipomoea katangensis
- Ipomoea keraudreniae
- Ipomoea killipiana
- Ipomoea kilwaensis
- Ipomoea kituiensis
- Ipomoea kotschyana
- Ipomoea kruseana
- Ipomoea kunthiana
- Ipomoea lachnaea
- Ipomoea lacteola
- Ipomoea lacunosa
- Ipomoea laeta
- Ipomoea lambii
- Ipomoea lanata
- Ipomoea langsdorffii
- Ipomoea lanuginosa
- Ipomoea lapathifolia
- Ipomoea lapidosa
- Ipomoea lasiophylla
- Ipomoea laxiflora
- Ipomoea lenis
- Ipomoea leonensis
- Ipomoea lepidophora
- Ipomoea leprieurii
- Ipomoea leptophylla
- Ipomoea leucantha
- Ipomoea leucanthemum
- Ipomoea leucotricha
- Ipomoea lilloana
- Ipomoea limosa
- Ipomoea lindenii
- Ipomoea lindheimeri
- Ipomoea lindmanii
- Ipomoea lineolata
- Ipomoea linosepala
- Ipomoea livescens
- Ipomoea lobata
- Ipomoea lonchophylla
- Ipomoea longifolia
- Ipomoea longiracemosa
- Ipomoea longistaminea
- Ipomoea longituba
- Ipomoea lottiae
- Ipomoea lozanii
- Ipomoea lutea
- Ipomoea luteoviridis
- Ipomoea macdonaldii
- Ipomoea macedoi
- Ipomoea macrorrhiza
- Ipomoea macrosepala
- Ipomoea macrosiphon
- Ipomoea madrensis
- Ipomoea magniflora
- Ipomoea magnusiana
- Ipomoea mairetii
- Ipomoea malpighipila
- Ipomoea malvaeoides
- Ipomoea malvaviscoides
- Ipomoea marabensis
- Ipomoea marcellia
- Ipomoea marginata
- Ipomoea marginisepala
- Ipomoea marmorata
- Ipomoea matthewsiana
- Ipomoea maurandioides
- Ipomoea mauritiana
- Ipomoea mcphersonii
- Ipomoea megapotamica
- Ipomoea merremioides
- Ipomoea meyeri
- Ipomoea micrantha
- Ipomoea microcalyx
- Ipomoea microdactyla
- Ipomoea microsepala
- Ipomoea milnei
- Ipomoea minutiflora
- Ipomoea miquihuanensis
- Ipomoea mirabilis
- Ipomoea mirandina
- Ipomoea mombassana
- Ipomoea montecristina
- Ipomoea monticola
- Ipomoea morongii
- Ipomoea muelleri
- Ipomoea multifida
- Ipomoea murucoides
- Ipomoea nana
- Ipomoea neei
- Ipomoea nematoloba
- Ipomoea nematophylla
- Ipomoea nephrosepala
- Ipomoea neriifolia
- Ipomoea neurocephala
- Ipomoea nil
- Ipomoea nitida
- Ipomoea noctulifolia
- Ipomoea oaxacana
- Ipomoea oblonga
- Ipomoea oblongifolia
- Ipomoea obscura
- Ipomoea obtusata
- Ipomoea ochracea
- Ipomoea ochroleuca
- Ipomoea oenotherae
- Ipomoea oenotheroides
- Ipomoea ommanneyi
- Ipomoea ophiodes
- Ipomoea oranensis
- Ipomoea orizabensis
- Ipomoea ovatolanceolata
- Ipomoea padillae
- Ipomoea paludosa
- Ipomoea pampeana
- Ipomoea pandurata
- Ipomoea paolii
- Ipomoea papilio
- Ipomoea paraguariensis
- Ipomoea parasitica
- Ipomoea pareiraefolia
- Ipomoea passifloroides
- Ipomoea patula
- Ipomoea pauciflora
- Ipomoea paulitschkei
- Ipomoea pearceana
- Ipomoea pedata
- Ipomoea pedicellaris
- Ipomoea pellita
- Ipomoea peredoi
- Ipomoea perichnoa
- Ipomoea perpartita
- Ipomoea perrieri
- Ipomoea peruviana
- Ipomoea pes-caprae
- Ipomoea pes-tigridis
- Ipomoea petitiana
- Ipomoea petrophila
- Ipomoea philipsonii
- Ipomoea phyllomega
- Ipomoea pileata
- Ipomoea pinifolia
- Ipomoea pintoi
- Ipomoea piresii
- Ipomoea pittieri
- Ipomoea piurensis
- Ipomoea platensis
- Ipomoea plummerae
- Ipomoea pogonantha
- Ipomoea pohlii
- Ipomoea polhillii
- Ipomoea polpha
- Ipomoea polymorpha
- Ipomoea polyrrhizos
- Ipomoea populina
- Ipomoea porrecta
- Ipomoea praecana
- Ipomoea praematura
- Ipomoea preauxii
- Ipomoea prismatosyphon
- Ipomoea procumbens
- Ipomoea procurrens
- Ipomoea protea
- Ipomoea proxima
- Ipomoea pruinosa
- Ipomoea pseudomarginata
- Ipomoea pseudoracemosa
- Ipomoea pubescens
- Ipomoea pulcherrima
- Ipomoea pulneyensis
- Ipomoea puncticulata
- Ipomoea punicea
- Ipomoea purga
- Ipomoea purpurea
- Ipomoea pyrenea
- Ipomoea pyrophila
- Ipomoea quamoclit
- Ipomoea racemigera
- Ipomoea ramboi
- Ipomoea ramosissima
- Ipomoea recta
- Ipomoea reflexa
- Ipomoea reflexisepala
- Ipomoea regnellii
- Ipomoea repanda
- Ipomoea reticulata
- Ipomoea retropilosa
- Ipomoea rhomboidea
- Ipomoea richardsiae
- Ipomoea riograndensis
- Ipomoea riparum
- Ipomoea robbrechtii
- Ipomoea robertsiana
- Ipomoea robinsonii
- Ipomoea robusta
- Ipomoea robynsiana
- Ipomoea rojasii
- Ipomoea rosea
- Ipomoea rostrata
- Ipomoea rotundata
- Ipomoea rubella
- Ipomoea rubens
- Ipomoea rubriflora
- Ipomoea rumicifolia
- Ipomoea rupestris
- Ipomoea rupicola
- Ipomoea rzedowskii
- Ipomoea sagittata
- Ipomoea saintronanensis
- Ipomoea salicifolia
- Ipomoea salsettensis
- Ipomoea sancti-nicolai
- Ipomoea santacruzensis
- Ipomoea santae-rosae
- Ipomoea santillanii
- Ipomoea saopaulista
- Ipomoea sawyeri
- Ipomoea saxicola
- Ipomoea saxorum
- Ipomoea schaffneri
- Ipomoea schaijesii
- Ipomoea schlechtendalii
- Ipomoea schomburgkii
- Ipomoea schulziana
- Ipomoea scindica
- Ipomoea scopulorum
- Ipomoea seaania
- Ipomoea seducta
- Ipomoea sepacuitensis
- Ipomoea sericophylla
- Ipomoea sescossiana
- Ipomoea setifera
- Ipomoea shirambensis
- Ipomoea shumardiana
- Ipomoea shupangensis
- Ipomoea sidamensis
- Ipomoea silvicola
- Ipomoea simonsiana
- Ipomoea simplex
- Ipomoea simulans
- Ipomoea sinaica
- Ipomoea sinensis
- Ipomoea sofomarensis
- Ipomoea soluta
- Ipomoea sororia
- Ipomoea spathulata
- Ipomoea spectata
- Ipomoea sphenophylla
- Ipomoea splendor-sylvae
- Ipomoea spruceana
- Ipomoea squamisepala
- Ipomoea squamosa
- Ipomoea stans
- Ipomoea steerei
- Ipomoea stenobasis
- Ipomoea steudelii
- Ipomoea stibaropoda
- Ipomoea stocksii
- Ipomoea striata
- Ipomoea stuckertii
- Ipomoea suaveolens
- Ipomoea subalata
- Ipomoea subincana
- Ipomoea subrevoluta
- Ipomoea subtomentosa
- Ipomoea suburceolata
- Ipomoea suffulta
- Ipomoea sulina
- Ipomoea sultani
- Ipomoea sumatrana
- Ipomoea syringifolia
- Ipomoea tabascana
- Ipomoea tapirapoanensis
- Ipomoea tarijensis
- Ipomoea tastensis
- Ipomoea tehuantepecensis
- Ipomoea temascaltepecensis
- Ipomoea tenera
- Ipomoea tentaculifera
- Ipomoea tenuicaulis
- Ipomoea tenuifolia
- Ipomoea tenuiloba
- Ipomoea tenuipes
- Ipomoea tenuirostris
- Ipomoea tenuissima
- Ipomoea teotitlanica
- Ipomoea ternata
- Ipomoea ternifolia
- Ipomoea theodori
- Ipomoea thunbergioides
- Ipomoea thurberi
- Ipomoea ticcopa
- Ipomoea tiliacea
- Ipomoea tolmerana
- Ipomoea transvaalensis
- Ipomoea trichosperma
- Ipomoea tricolor
- Ipomoea trifida
- Ipomoea triflora
- Ipomoea triloba
- Ipomoea trinervia
- Ipomoea tropica
- Ipomoea tuberculata
- Ipomoea tubiflora
- Ipomoea tuboides
- Ipomoea turbinata
- Ipomoea tuxtlensis
- Ipomoea ugborea
- Ipomoea uhdeana
- Ipomoea urbaniana
- Ipomoea vagans
- Ipomoea walcottiana
- Ipomoea valenzuelensis
- Ipomoea walpersiana
- Ipomoea wangii
- Ipomoea variifolia
- Ipomoea wattii
- Ipomoea velardei
- Ipomoea velutina
- Ipomoea welwitschii
- Ipomoea venosa
- Ipomoea venusta
- Ipomoea verbasciformis
- Ipomoea verbascoidea
- Ipomoea verdcourtiana
- Ipomoea vernalis
- Ipomoea vernicifolia
- Ipomoea verrucisepala
- Ipomoea versipellis
- Ipomoea verticillata
- Ipomoea vestalii
- Ipomoea wightii
- Ipomoea villifera
- Ipomoea violacea
- Ipomoea virgata
- Ipomoea viridis
- Ipomoea vivianae
- Ipomoea volcanensis
- Ipomoea wolcottiana
- Ipomoea wrightii
- Ipomoea yaracuyensis
- Ipomoea yardiensis
- Ipomoea zanzibarica
- Ipomoea zimmermanii